# Karl-Heinz Spieß

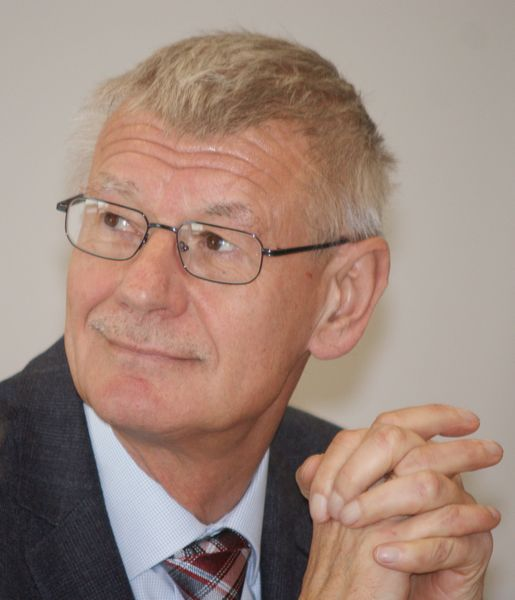
Karl-Heinz Spieß, aufgenommen von Werner Maleczek im Jahr 2017.

Karl-Heinz Spieß (* 4. Dezember 1948 in Großbockenheim) ist ein deutscher Historiker. Spieß war von 1994 bis 2014 Lehrstuhlinhaber für Allgemeine Geschichte des Mittelalters und Historische Hilfswissenschaften an der Universität Greifswald.

## Leben
Karl-Heinz Spieß besuchte von 1955 bis 1959 die Jakob Böshenz-Volksschule in Bockenheim und von 1959 bis 1967 das Leininger-Gymnasium in Grünstadt. Er legte 1967 das Abitur ab und studierte von 1967 bis 1972/73 die Fächer Geschichte, Anglistik, Pädagogik und Philosophie an den Universitäten Aberdeen und Mainz. Im November 1972 legte er die Wissenschaftliche Prüfung für das Lehramt an Gymnasien in Geschichte und Anglistik ab. Spieß war von 1972 bis 1993 wissenschaftlicher Angestellter und Akademischer Rat bzw. Oberrat an der Universität Mainz. 1977 wurde er bei Alois Gerlich in Mainz in Mittlerer und Neuerer Geschichte promoviert. Für seine Dissertation erhielt er 1978 den Diether-von-Isenburg-Preis von der Johannes Gutenberg-Universität Mainz.
Von 1977 bis 1994 war er Vorstandsmitglied (Schriftführer) des Instituts für Geschichtliche Landeskunde an der Universität Mainz. Im April 1991 wurde er zum akademischen Rat ernannt. Im Dezember 1991 erfolgte seine von Gerlich betreute Habilitation in Mainz. Von April 1993 bis März 1994 hatte er eine Lehrstuhlvertretung an der Universität Kassel inne. Von April 1994 bis zu seiner Versetzung im Ruhestand im September 2014 war Spieß Professor für Allgemeine Geschichte des Mittelalters und Historische Hilfswissenschaften an der Universität Greifswald. Er wurde als erster Historiker aus den alten Bundesländern berufen. Spieß wurde 1995 Sprecher des Mittelalterzentrums Greifswald, einer Vereinigung von über 20 Wissenschaftlern aller Fakultäten. Für das Greifswalder Mittelalterzentrum organisierte Spieß Tagungen zum Thema „Fremdheit und Reisen im Mittelalter“ (1995) und der „Prozesse der Normbildung und Normveränderung im mittelalterlichen Europa“ (1998). Eine Berufung an die Universität Bonn lehnte er 1998 ab. Er war Prodekan (Oktober 2002) und Dekan der Philosophischen Fakultät (Januar 2003). Als akademischer Lehrer betreute er sieben Dissertationen, darunter die Arbeit von Benjamin Müsegades.
Er lebt in Weitenhagen.

## Forschungsschwerpunkte

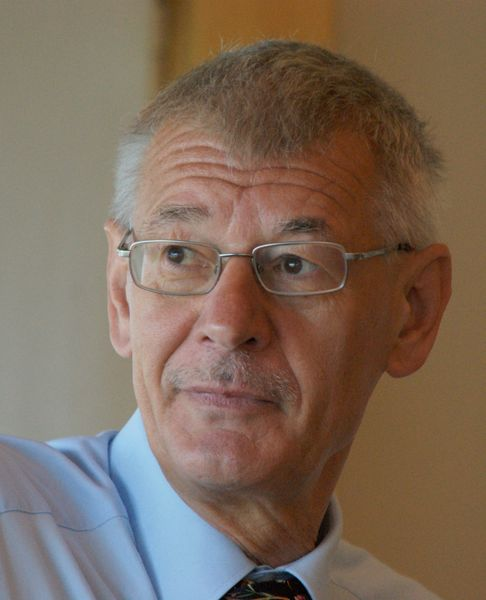
Karl-Heinz Spieß, aufgenommen auf der Frühjahrstagung 2014 des Konstanzer Arbeitskreises für mittelalterliche Geschichte auf der Reichenau zum Thema „Die römische Kurie und das Geld. Von der Mitte des 12. Jahrhunderts bis zum frühen 14. Jahrhundert“ im April 2014 von Werner Maleczek

Seine Forschungsschwerpunkte sind die Sozial- und Verfassungsgeschichte des Adels, die vergleichende Landesgeschichte, die bäuerliche Gesellschaft und die ländlichen Rechtsquellen (vor allem zum Lehnswesen). Spieß konzipierte und organisierte weitere Tagungen des Konstanzer Arbeitskreises für mittelalterliche Geschichte. Gemeinsam mit Neithard Bulst organisierte Spieß 2002 die Frühjahrstagung des Arbeitskreises zur sozialen Wirksamkeit des mittelalterlichen Hospitals. Die Beiträge wurden 2007 herausgegeben.

### Geschichte des Lehnswesens
Bereits in seiner rechts- und territorialgeschichtlich ausgerichteten Dissertation befasste er sich mit dem Lehenswesen der Pfalzgrafen bei Rhein von 1209 bis 1401. Seine Dissertation ergänzte Spieß durch eine Edition des ältesten Lehnsbuches der Pfalzgrafen bei Rhein vom Jahr 1401. Bis dahin lag das älteste kurpfälzische Lehenbuch von 1401 nur in kurzen Auszügen vor. Die Hauptleistung besteht in den sehr ausführlichen Anmerkungen zu den einzelnen Belehnungsfällen, wodurch auch ihre Vorgeschichte genauer erfasst wird.
Spieß veröffentlichte 2002 eine Darstellung zum Lehnswesen. Die Arbeit besteht aus den drei Teilen A) Darstellung, B) Quellen und C) Thesen der Forschung. Die 67 Quellentexte des Bandes erstrecken sich auf die Zeit vom 11. bis zum Ende des 15. Jahrhunderts. Behandelt werden grundlegende Texte wie das Privilegium minus Friedrichs I. (1156), Auszüge aus dem Sachsenspiegel und der Goldenen Bulle (1356) und auch Vorgänge wie die Belehnung des Nürnberger Bürgers Hans Volkamer als Lehnsträger für seine Frau (1467). Im dritten Teil der Arbeit werden Kurzauszüge aus Arbeiten unter anderem von Heinrich Mitteis (zwei Texte), Marc Bloch (in deutscher Übersetzung), Wilhelm Ebel, Werner Goez, Karl-Friedrich Krieger, Susan Reynolds (englisch) und Bernhard Diestelkamp präsentiert. Das Werk erschien 2009 in zweiter und 2013 in dritter Auflage.
Er organisierte im Frühjahr 2011 eine Reichenau-Tagung des Konstanzer Arbeitskreises für mittelalterliche Geschichte mit dem Thema Ausbildung und Verbreitung des Lehnswesens im Reich und in Italien im 12. und 13. Jahrhundert. Die Beiträge gab er 2013 heraus. Spieß versteht dabei unter Lehnswesen „die Gesamtheit der rechtlichen Bestimmungen für das Verhältnis zwischen Lehnsherr und Vasall und deren Auswirkungen auf die staatlichen und gesellschaftlichen Strukturen“. Er warnte jedoch davor, dass die „Existenz von Benefizien, oder genauer Lehen, und von Vasallen allein“ noch nicht dazu berechtige, „von einem Lehnswesen zu sprechen“, sondern erst dann, „wenn beide Institutionen, nämlich Lehen und Vasallität, kausal miteinander verknüpft und rechtlich geregelt“. Zum Themenkomplex Lehnswesen verfasste Spieß zahlreiche Artikel für das Handwörterbuch zur deutschen Rechtsgeschichte.

### Historische Familienforschung
Seine 1993 erschienene Habilitationsschrift Familie und Verwandtschaft im deutschen nichtfürstlichen Hochadel des Spätmittelalters gab der Adelsforschung in Deutschland nachhaltige Impulse. Spieß legte mit dieser Arbeit die erste Untersuchung seit Jahrzehnten vor, die sich mit den hochadeligen Familien im späten Mittelalter befasst. Spieß wählte in dieser Untersuchung 15 Familien des Grafen- und Herrenstandes aus, die in Franken, Hessen, an Mittel- und Oberrhein ansässig waren, wie beispielsweise Eppstein, Hohenlohe, Nassau, Katzenelnbogen oder Leiningen. Spieß wertete 130 Eheverträge zu güterrechtlichen Fragen aus. Außerdem wurden Hausverträge, testamentarische Regelungen und Briefe, aber auch Sachquellen wie Grabmäler und Wappendarstellungen berücksichtigt. Die im Jahr 2015 veröffentlichte zweite Auflage wurde von einem Studenten angestoßen, der das Werk nicht nur lesen, sondern auch besitzen wollte.
Im Frühjahr 2005 widmete sich eine von Spieß geführte Frühjahrstagung des Konstanzer Arbeitskreises für mittelalterliche Geschichte dem Thema Familie in der Gesellschaft des Mittelalters.

### Geschichte der Fürsten und Höfe
Spieß ist ein ausgewiesener Kenner zum Hof. Er versteht den Hof „als lebendiges Abbild der sozialen, politischen und verfassungsmäßigen Realität.“ Er veröffentlichte 2008 eine Darstellung zu Fürsten und Höfe im Mittelalter.
In Greifswald baute er mit „Principes“ ein großes Projekt zur Adelsforschung auf. Vergleichend untersuchte er dort europaweit die Gruppe des höchsten Adels. Im Jahr 2000 wurde in Greifswald eine große Tagung zum Thema Principes. Dynastien und Höfe im späten Mittelalter veranstaltet. Die Ergebnisse wurden 2002 in der angesehenen Reihe „Residenzforschung“ publiziert. Aus diesem Forschungsprojekt gingen zahlreiche Qualifikationsarbeiten hervor. Dazu gehören die Habilitationsschriften von Cordula Nolte über Familie, Hof und Herrschaft bei den Zollern und von Oliver Auge über die Handlungsspielräume der Fürsten im Nordosten des Reiches sowie mehrere Dissertationen. Den Abschluss fand das Principes-Projekt in der im Juni 2014 abgehaltenen Tagung zu König, Reich und Fürsten im Mittelalter.
Spieß nahm in einem Beitrag aus dem Jahr 2001 eine Typologie der dynastischen Hochzeiten im Spätmittelalter vor. Er unterschied ein „Modell Brügge“ von einem „Modell Landshut“. Damit war zum einen die Landshuter Hochzeit 1475 zwischen dem bayerischen Herzogssohn Georg und der polnischen Königstochter Hedwig, zum anderen die Eheschließung Karls des Kühnen von Burgund mit Margareta von York in Brügge gemeint. Er stellte Unterschiede in der Zusammensetzung der eigentlichen Festgemeinschaft, der Integration der Frauen in die Hofgesellschaft und in der Einbeziehung der Stadtbevölkerung fest. In Brügge waren hauptsächlich Angehörige des eigenen Hofes und der Adel aus dem eigenen Territorium, jedoch in Summe weniger Große als in Landshut anwesend. Landshut dagegen war exklusiver auf den Adel ausgerichtet. Kritisch damit setzten sich Roman Deutinger und Christof Paulus auseinander. Sie betonen die Schwierigkeit, im Außergewöhnlichen Wiederholungsstrukturen auszumachen. Auch die Landshuter Feierlichkeiten hatten für die Landesherrschaft Bedeutung.

### Universitätsgeschichte
Im Jahr 1998 organisierte und leitete er auf dem Frankfurter Historikertag die Sektion „Europa und Deutschland in der Perspektive amerikanischer Mediävisten“. Spieß legte 2004 mit Roderich Schmidt eine Edition der Matrikel der Universität Greifswald für die Jahre von 1700 bis 1821 vor. Anlässlich des 150-jährigen Bestehens des Historischen Instituts an der Greifswalder Universität gab Spieß zusammen mit Niels Hegewisch und Thomas Stamm-Kuhlmann 2015 einen Sammelband zur Geschichtswissenschaft in Greifswald heraus. Die Herausgeber äußern im Vorwort der Veröffentlichung die Absicht, die „Traditionslinien der Greifswalder Geschichtswissenschaft vom frühen 19. bis ins 21. Jahrhundert“ nachzeichnen zu wollen. Mit Dirk Alvermann war er Herausgeber eines umfassenden Editionsprojektes zu den Quellen zur Verfassungsgeschichte der Universität Greifswald von 1456 bis 1815. Die aus deutschen, polnischen, schwedischen und dänischen Archiven stammenden Quellen wurden in der dreibändigen Edition erstmals der Forschung zugänglich gemacht. Im ersten von Benjamin Müsegades und Sabine-Maria Weitzel bearbeiteten Band werden 59 Dokumente ediert, davon betreffen fünf die Universitätsgründung im Jahr 1456.
Spieß war Mitbegründer der wissenschaftlichen Publikationsreihe Beiträge zur Geschichte der Universität Greifswald, in der er zahlreiche Bände als Mitherausgeber betreute. Er gab 2006 mit Dirk Alvermann eine Festschrift zur 550-Jahr-Feier der Universität Greifswald heraus. Darin wurden mit der Zeit des 19. und 20. Jahrhunderts vor allem weniger bekannte oder untersuchte Epochen und Ereignisse behandelt.

## Ehrungen und Mitgliedschaften
Für seine Forschungen wurden Spieß zahlreiche wissenschaftliche Ehrungen und Mitgliedschaften zugesprochen. Spieß ist seit 1980 Mitglied der Hessischen Historischen Kommission Darmstadt, seit 1983 Mitglied der Historischen Kommission für Nassau, seit 1985 korrespondierendes Mitglied der Pfälzischen Gesellschaft zur Förderung der Wissenschaften, seit 1996 Mitglied in der Vereinigung für Verfassungsgeschichte, seit 1999 Mitglied des Konstanzer Arbeitskreises für mittelalterliche Geschichte, seit 2001 Mitglied der Historischen Kommission für Pommern und seit 2008 korrespondierendes Mitglied der Akademie der Wissenschaften zu Göttingen.
Im Jahr 2012 wurde er geehrt mit der Ehrennadel „Silberner Greif“ durch die Universitäts- und Hansestadt Greifswald und mit der Eintragung in das Ehrenbuch der Stadt für die langjährige Organisation der Vortragsreihe „Universität im Rathaus“. Bei der von Spieß 2004 begründeten Veranstaltungsreihe berichten im Bürgerschaftssaal des Rathauses Greifswalder Wissenschaftler über aktuelle Forschungen aus ihrem jeweiligen Fach. Ihm wurde 2016 durch den Oberbürgermeister die Rubenow-Medaille, die höchste Auszeichnung der Stadt Greifswald, für die besonderen Verdienste um das Zusammenwirken von Stadt und Universität verliehen.

## Schriften (Auswahl)
Monografien
- mit Michael Hecker und Karl-Ulrich Meyn: Die Ernst-Moritz-Arndt-Universität in Zeiten des Umbruchs. Zeitzeugen erinnern sich. Sardellus Verlagsgesellschaft, Greifswald 2018, ISBN 978-3-9813402-8-0.
- Fürsten und Höfe im Mittelalter. Primus-Verlag, Darmstadt 2008, ISBN 978-3-534-15402-9.
- Das Lehnswesen in Deutschland im hohen und späten Mittelalter. 3. Auflage. Unter Mitarbeit von Thomas Willich. Steiner, Stuttgart 2011, ISBN 978-3-515-10069-4.
- Familie und Verwandtschaft im deutschen Hochadel des Spätmittelalters. 13. bis Anfang des 16. Jahrhunderts (= Vierteljahrschrift für Sozial- und Wirtschaftsgeschichte. Beihefte. Nr. 111). Steiner, Stuttgart 1993 (2., korrigierte und mit einer Einführung versehene Auflage: 2015), ISBN 978-3-515-11097-6 (Zugleich: Mainz, Universität, Habilitations-Schrift, 1991/1992).
- Lehnsrecht, Lehnspolitik und Lehnsverwaltung der Pfalzgrafen bei Rhein im Spätmittelalter (= Geschichtliche Landeskunde. Band 18). Steiner, Wiesbaden 1978, ISBN 3-515-02744-0 (Zugleich: Mainz, Universität, Dissertation, 1977).

Edition
- Das älteste Lehnsbuch der Pfalzgrafen bei Rhein vom Jahr 1401. Edition und Erläuterungen (= Veröffentlichungen der Kommission für geschichtliche Landeskunde in Baden-Württemberg. Reihe A: Quellen. Band 30). Kohlhammer, Stuttgart 1981, ISBN 3-17-005785-5.

Herausgeberschaften
- mit Niels Hegewisch und Thomas Stamm-Kuhlmann: Geschichtswissenschaft in Greifswald. Festschrift zum 150jährigen Bestehen des Historischen Instituts der Universität Greifswald (= Beiträge zur Geschichte der Universität Greifswald. Band 11). Steiner, Stuttgart 2015, ISBN 978-3-515-10946-8.
- mit Dirk Alvermann: Quellen zur Verfassungsgeschichte der Universität Greifswald (= Beiträge zur Geschichte der Universität Greifswald. Band 10, 1–3). 3 Bände. Steiner, Stuttgart 2011–2014;
  - Band 1: Benjamin Müsegades, Sabine-Maria Weitzel: Von der Universitätsgründung bis zum Westfälischen Frieden. 1456–1648. 2011, ISBN 978-3-515-09655-3;
  - Band 2: Marco Pohlmann-Linke, Sabine-Maria Weitzel: Die schwedische Großmachtzeit bis zum Ende des Großen Nordischen Krieges 1649–1720. 2012, ISBN 978-3-515-09834-2;
  - Band 3: Sabine-Maria Weitzel, Marco Pohlmann-Linke: Von der Freiheitszeit bis zum Übergang an Preußen 1721–1815. 2014, ISBN 978-3-515-10420-3.
- Ausbildung und Verbreitung des Lehnswesens im Reich und in Italien im 12. und 13. Jahrhundert (= Konstanzer Arbeitskreis für Mittelalterliche Geschichte. Band 76). Thorbecke, Ostfildern 2013, ISBN 978-3-7995-6876-0 (Digitalisat).
- Die Familie in der Gesellschaft des Mittelalters (= Vorträge und Forschungen. Band 71). Thorbecke, Ostfildern 2009, ISBN 978-3-7995-6871-5 (Digitalisat).
- mit Immo Warntjes: Death at court. Harrassowitz, Wiesbaden 2012, ISBN 978-3-447-06760-7.
- Landschaften im Mittelalter. Steiner, Stuttgart 2006, ISBN 3-515-08579-3.
- Medien der Kommunikation im Mittelalter (= Beiträge zur Kommunikationsgeschichte. Band 15). Steiner, Stuttgart 2003, ISBN 3-515-08034-1.